# (6598) Modugno
(6598) Modugno ist ein Asteroid des Hauptgürtels, der am 13. Februar 1988 von Astronomen des Observatorium San Vittore (IAU-Code 552) in Bologna in der Region Emilia-Romagna entdeckt wurde.
Der Asteroid wurde nach dem italienischen Cantautore, Schauspieler und Politiker Domenico Modugno (1928–1994) benannt, der insgesamt viermal das Sanremo-Festival gewann und dreimal sein Land beim Eurovision Song Contest vertrat.